# Twierdzenie Gelfanda-Najmarka
Twierdzenie Gelfanda-Najmarka - twierdzenie mówiące, iż każda przemienna C*-algebra A jest (izometrycznie) *-izomorficzna z algebrą C0(K) funkcji ciągłych znikających w nieskończoności na lokalnie zwartej przestrzeni Hausdorffa K. W przypadku, gdy A ma jedynkę, przestrzeń K jest zwarta.

## Twierdzenie
Niech A będzie przemienną zespoloną algebrą Banacha oraz niech ФA oznacza jej przestrzeń Gelfanda. Transformata Gelfanda
{\displaystyle \Gamma \colon A\to C_{0}(\Phi _{A})}
jest różnowartościowym homomorfizmem. W przypadku, gdy A ma jedynkę, to jej przestrzeń Gelfanda jest zwarta. Niech A będzie dalej przemienną C*-algebrą. W szczególności, A jest algebrą półprostą oraz transformata Gelfanda zachowuje operację inwolucji. Twierdzenie Gelfanda-Najmarka może więc zostać wypowiedziane w następujący sposób:
- Jeżeli A jest przemienną C*-algebrą, to jej transformata Gelfanda o wartościach jest izometrycznym *-izomorfizmem na C0(ФA), tj. A jest izometrycznie *-izomorficzna z C*-algebrą C0(ФA) zespolonych funkcji ciągłych znikających w nieskończoności na swojej przestrzeni Gelfanda.